# 1月6日
1月6日是公历（平年）一年中的第6天，离全年的结束还有359天（闰年则是360天）

## 大事记

### 20世紀以前
- 1066年：哈罗德·戈德温森在西敏寺加冕成为英格兰国王，为最后一位盎格鲁-撒克逊国王。
- 1382年：镇守云南的元朝梁王把匝剌瓦尔密被明军击败后，败走普宁自杀。
- 1449年：君士坦丁十一世在鄂圖曼帝國蘇丹穆拉德二世支持下，加冕成為東羅馬帝國皇帝。
- 1492年：歷時近七個世紀伊比利半島上的收复失地运动正式完結。
- 1540年：英國國王亨利八世與克里維斯的安妮結婚。
- 1838年：美国发明家和阿尔弗莱德·维尔在莫里斯敦成功测试新发明的电报机。

### 20世紀
- 1907年：意大利教育家玛丽亚·蒙特梭利在罗马创办“儿童之家”，为劳工阶层的儿童提供教育。
- 1912年：德國地質學家阿爾弗雷德·韋格納提出大陸漂移學說，後來被納入板塊構造論。
- 1913年：巴尔干同盟会议因意见不合而破裂[來源請求]。
- 1925年：墨索里尼组建法西斯内阁，在意大利实现独裁。
- 1927年：中国国民政府收回九江英国租界。
- 1929年：南斯拉夫国王亞歷山大一世宣布废除宪法，并下令议会休会，实行独裁统治。
- 1930年：越南共产党成立。
- 1941年：美國總統富蘭克林·德拉諾·羅斯福發表国情咨文，將「四大自由」視為世界各地人們的基本政治自由。
- 1950年：英国宣布承认中华人民共和国。
- 1953年：首屆亞洲社會黨會議在緬甸仰光開幕，共177名代表、觀察員和兄弟組織客人出席會議。
- 1959年：国际海事组织成立。
- 1961年：法国全民投票，同意阿尔及利亚独立。
- 1961年：泰國在韓國首都漢城替泰國駐韓大使館舉辦開館儀式，此前兩國已于建交日發表互設使館的共同聲明。
- 1971年：美国加利福尼亚大学医学中心的科学家首次合成了人的生长激素。
- 1977年：歐洲委員會成立。
- 1977年：在英國朋克摇滚樂團性手槍成員在伦敦希思罗机场鬧事2天後，唱片公司EMI決定結束彼此的合作關係。
- 1978年：美國總統吉米·卡特下令將過去曾作為匈牙利國王皇冠的聖史蒂芬王冠歸還給匈牙利。
- 1995年：菲律賓警方於馬尼拉破獲基地組織企圖刺殺教宗若望保祿二世及炸毀多架民航機的連續恐怖攻擊計劃。
- 1997年：中國在世界上首次成功构建水稻基因组物理全图。

### 21世紀
- 2019年：阿富汗北部巴達赫尚省科希斯坦地區一個金礦突然坍塌造成至少40人死亡。[1]
- 2021年：支持美国总统唐纳·川普的示威者冲进美国国会大厦，中断美国国会认证总统选举结果。

## 出生
- 1367年：理查二世，英格蘭國王（1400年逝世）
- 1412年：圣女贞德，法国民族英雄，天主教圣女（1431年逝世）
- 1580年：约翰·史密斯，英國探險家（1631年逝世）
- 1730年：托馬斯·奇滕登，美國政治人物，首任佛蒙特州州長（1797年逝世）
- 1745年：雅克-艾蒂安·孟戈菲，法国造紙商、发明家（1799年逝世）
- 1766年：若江公義，日本江戶時代地下人（1828年逝世）
- 1797年：愛德華·特納·班尼特，英國動物學家、作家（1836年逝世）
- 1805年：埃韦利纳·汉斯卡，波蘭貴族（1882年逝世）
- 1822年：海因里希·施里曼，德国考古学家（1890年逝世）
- 1832年：古斯塔夫·多雷，法国版畫家、雕刻家、插圖作家（1883年逝世）
- 1838年：马克斯·布鲁赫，德國浪漫樂派作曲家、指揮家、音樂教育家（1920年逝世）
- 1850年：克萨韦尔·沙尔文卡，波蘭裔德國鋼琴家、作曲家、音樂教育家（1924年逝世）
- 1856年：朱塞佩·马尔图齐，義大利作曲家、鋼琴家、指揮家、音樂教育家（1909年逝世）
- 1865年：尼古拉·馬爾，喬治亞歷史學家、語言學家（1934年逝世）
- 1868年：维托里奥·蒙蒂，義大利作曲家、小提琴家、指揮家（1922年逝世）
- 1872年：亚历山大·斯克里亚宾，俄国作曲家、鋼琴家（1915年逝世）
- 1878年：卡爾·桑德堡，美國詩人、歷史學家、小說家、民謠歌手、民俗學研究者，曾獲兩次普利茲文學獎（1967年逝世）
- 1883年：纪伯伦·纪伯伦，黎巴嫩诗人（1931年逝世）
- 1883年：鳥居信平，日本水利工程師（1946年逝世）
- 1896年：范壽康，中國教育家、哲學家（1983年逝世）
- 1907年：湯德章，臺灣律師，二二八事件受難者（1947年逝世）
- 1912年：水戶部正男，日本歷史學家（1996年逝世）
- 1913年：洛麗泰·楊，美國女演員（2000年逝世）
- 1913年：愛德華·吉瑞克，波蘭統一工人黨第一书记（2001年逝世）
- 1915年：艾倫·威爾遜·瓦茨，英國作家（1973年逝世）
- 1917年：辜振甫，中華民國第1任海峽交流基金會董事长（2005年逝世）
- 1923年：诺曼·柯克，前紐西蘭工黨政府總理（1974年逝世）
- 1924年：金大中，韓國政治人物，第15任韓國總統，2000年諾貝爾和平獎得主（2009年逝世）
- 1929年：巴布拉克·卡尔迈勒，阿富汗政治人物，第3任阿富汗民主共和國部長會議主席（1996年逝世）
- 1932年：斯图尔特·赖斯，美國理論化學家、物理化學家
- 1936年：胡利奥·桑吉内蒂，烏拉圭政治人物，前任烏拉圭總統
- 1939年：瓦列里·洛巴诺夫斯基，蘇聯職業足球運動員、教練（2002年逝世）
- 1940年：麥高樂，香港政府官员、前財政司
- 1941年：楊啟彥，香港政府官员、前庫務司、前九廣鐵路公司主席（2007年逝世）
- 1943年：泰利·雲拿保斯，英格蘭前足球運動員及主教練
- 1944年：羅夫·辛克納吉，瑞士免疫學家，1996年诺贝尔生理学或医学奖得主
- 1945年：朴仁煥，韓國男演員
- 1946年：西德·巴雷特，英國歌手、作曲人、吉他手，搖滾乐队平克·弗洛伊德成員（2006年逝世）
- 1946年：鄭佩佩，香港武打女星（2024年逝世）
- 1947年：范萬楠，臺灣漫畫家，東立出版社創辦人
- 1949年：斯特凡·紹爾特斯，匈牙利裔奧地利指揮家（2022年逝世）
- 1954年：安东尼·明格拉，英國電影導演，編劇（2008年逝世）
- 1954年：堀井雄二，日本作家、遊戲製作人，勇者斗恶龙系列遊戲創造者
- 1955年：，英國喜劇演員
- 1956年：贾斯汀·韦尔比，英國及英格蘭教會聖職者、政治家，105任坎特伯里大主教
- 1960年：保羅·阿辛格，美國職業高爾夫球選手
- 1960年：奈潔拉·勞森，英國美食作家、記者、主持人
- 1965年：比約恩·隆伯格，丹麦作家
- 1969年：諾曼·李杜斯，美國男演員、模特兒
- 1973年：青島崇，日本小說家、編劇
- 1974年：李李仁，台灣男演員
- 1975年：尤加奈，日本女性聲優
- 1976年：陆毅，中國演員
- 1976年：全利卿，韓國女子短道速滑運動員
- 1979年：廖碧兒，香港演員
- 1979年：森見登美彥，日本小說家
- 1980年：賴芊合，台灣女演員
- 1980年：斯蒂德·马尔布兰克，比利時－法國足球運動員
- 1981年：菊地凜子，日本演员
- 1982年：藤野Moyamu，日本女性漫畫家
- 1982年：吉尔伯特·阿里纳斯，美国篮球运动员
- 1982年：艾迪·瑞德曼，英国演員，歌手，模特兒
- 1983年：高芳婷，香港女新聞從業員
- 1983年：梅維什·哈亞特，巴基斯坦女演員、歌手
- 1984年：凱特·麥金儂，美國女演員、喜劇演員
- 1985年：卓義峰，台灣男歌手
- 1985年：傅嘉莉，香港女演員、模特兒
- 1986年：楊佩潔，台灣女演員
- 1986年：烏莎·范斯，印度裔美國律師
- 1986年：伊莉娜·沙伊克，俄羅斯模特兒
- 1986年：保羅·麥沙尼，愛爾蘭職業足球運動員
- 1986年：謝爾蓋·斯坦高夫斯基，烏克蘭職業網球運動員
- 1987年：张琳，中國游泳運動員
- 1987年：博纳尼·库马洛，南非職業足球運動員
- 1988年：釋小龍，中國演員
- 1989年：三上枝織，日本女性聲優
- 1989年：安德鲁·卡罗尔，英格蘭職業足球運動員
- 1989年：尼基·羅米洛，荷蘭DJ、音樂製作人、混音師
- 1990年：李寶龍，台灣歌手
- 1993年：八代拓，日本男性聲優
- 1994年：林在範，韓國男子偶像團體GOT7隊長
- 1999年：梅澤美波，日本女子偶像團體乃木坂46成員
- 2000年：權恩彬，韓國女子偶像團體CLC成員
- 2000年：葉舒華，韓國女子偶像團體(G)I-DLE成員
- 2002年：林墨，中國男子偶像團體INTO1成員
- 2004年：，比利時職業足球運動員
- 生年不詳：土田玲央，日本男性聲優
- 生年不詳：海弓首里，日本女性聲優

## 逝世
- 1382年：把匝剌瓦尔密，元朝梁王（生年不詳）
- 1842年：約翰·貝施特，美國天主教牧師和耶穌會士（1763年出生）
- 1852年：路易斯·布莱叶，法國教育家，盲人文字系统布莱叶点字法的发明者（1809年出生）
- 1884年：格里哥·孟德尔，奥地利生物学家（1822年出生）
- 1907年：雅各布·波什爾，奧地利物理學家（1828年出生）
- 1918年：格奥尔格·康托尔，德国数学家（1845年出生）
- 1919年：西奥多·罗斯福，美国政治人物，第26任美国总统（1858年出生）
- 1934年：赫伯特·查普曼，英格蘭職業足球運動員、總教練（1878年出生）
- 1945年：弗拉迪米爾·維爾納茨基，俄羅斯礦物學家（1863年出生）
- 1949年：维克托·弗莱明，美国电影导演（1889年出生）
- 1972年：陈毅，中华人民共和国元帥、外交部部長（1901年出生）
- 1983年：杨勇，中国人民解放军第一副总参谋长（1912年出生）
- 1990年：帕维尔·切连科夫，苏联物理学家，诺贝尔物理学奖获得者（1904年出生）
- 1993年：魯道夫·紐瑞耶夫，蘇聯芭蕾舞蹈家（1938年出生）
- 2005年：許長青，前香港立法會議員（1942年出生）
- 2011年：趙劍英，中國武術家，武當太乙五行拳傳人 （1926年出生）[2]
- 2012年：卓勝利，台灣資深藝人（1949年出生）
- 2017年：歐姆·普利，印度男演员（1950年出生）
- 2017年：提利康，美國佛羅里達州奧蘭多海洋世界（英语：SeaWorld）飼養之虎鯨，曾造成3人喪生[3]（約1981年出生）
- 2018年：林健成，台灣雕塑家（1939年出生）
- 2022年：弗朗西斯科·何塞，菲律賓英語作家（1924年出生）
- 2022年：張繼青，中國崑曲表演藝術家（1939年出生）
- 2023年：班傑明·貝德森，美國物理學家（1921年出生）
- 2023年：劉靜宜，中國無機化學家、環境化學家（1925年出生）
- 2023年：盧海潮，中國粵劇演員，香港演員盧海鵬胞弟（1946年出生）
- 2023年：沈呂巡，臺灣外交官（1949年出生）
- 2023年：詹盧卡·維亞利，義大利退役足球運動員、教練（1964年出生）
- 2025年：杜尚·馬拉威奇，塞爾維亞男子足球運動員（1939年出生）

## 节假日和习俗
- 羅馬天主教的狂歡節開始
- 主顯節，及其相關的紀念活動：
  -  義大利：贝法钠（英语：Befana）
  -  亞美尼亞使徒教会：聖誕節
  -  爱尔兰：小圣诞节
- 伊拉克：軍人節